# Resolutie 2264 Veiligheidsraad Verenigde Naties
Resolutie 2264 van de Veiligheidsraad van de Verenigde Naties werd op 9 februari 2016 unaniem aangenomen door de VN-Veiligheidsraad en verhoogde het aantal cipiers van de MINUSCA-vredesmacht in de Centraal-Afrikaanse Republiek van 40 tot 108.

## Achtergrond
Al sedert de onafhankelijkheid van Frankrijk in 1960 wordt de CAR geplaagd door staatsgrepen en geweld. Toen rebellen in 2003 de macht grepen, begonnen drie onder de naam Unie van Democratische Krachten voor Eenheid (UFDR) verenigde rebellenbewegingen een oorlog tegen hen. In 2007 werd een vredesakkoord getekend en in 2009 vormden ze samen een regering.
Eind 2012 brak er opnieuw rebellie uit, deze keer tegen een coalitie van groeperingen die zich de Sekela-coalitie noemde en bestond uit de UFDR, de Conventie van Patriotten voor Gerechtigheid en Vrede (CPJP) en een aantal kleinere bewegingen. De regering vroeg om internationale hulp, maar dit werd geweigerd. Op 11 januari 2013 werd een vredesakkoord getekend, waarbij de eerste minister werd vervangen door een oppositielid. 
Op 24 maart 2013 had een coalitie van rebellen genaamd Seleka de macht gegrepen, wat internationaal veroordeeld werd. Daarom werd er een overgangsraad opgericht die het land tijdelijk moest besturen. Onderwijl vergleed de CAR in chaos en had de overheid buiten de hoofdstad geen enkel gezag meer.

## Inhoud
De vredesmacht in de Centraal-Afrikaanse Republiek telde 10.750 militairen en 2080 politiepersoneelsleden, waarvan 400 agenten. Het aantal gevangenisbewaarders werd met 68 verhoogd, tot 108.

## Verwante resoluties
- Resolutie 2212 Veiligheidsraad Verenigde Naties (2015)
- Resolutie 2217 Veiligheidsraad Verenigde Naties (2015)

Lijst ·  2260 ·  2261 ·  2262 ·  2263 ·  2264 ·  2265 ·  2266 ·  2267 ·  2268 ·  2269 ·  2270 ·  2271 ·  2272 ·  2273 ·  2274 ·  2275 ·  2276 ·  2277 ·  2278 ·  2279 ·  2280 ·  2281 ·  2282 ·  2283 ·  2284 ·  2285 ·  2286 ·  2287 ·  2288 ·  2289 ·  2290 ·  2291 ·  2292 ·  2293 ·  2294 ·  2295 ·  2296 ·  2297 ·  2298 ·  2299 ·  2300 ·  2301 ·  2302 ·  2303 ·  2304 ·  2305 ·  2306 ·  2307 ·  2308 ·  2309 ·  2310 ·  2311 ·  2312 ·  2313 ·  2314 ·  2315 ·  2316 ·  2317 ·  2318 ·  2319 ·  2320 ·  2321 ·  2322 ·  2323 ·  2324 ·  2325 ·  2326 ·  2327 ·  2328 ·  2329 ·  2330 ·  2331 ·  2332 ·  2333 ·  2334 ·  2335 ·  2336